# Dina Asher-Smith
Dina Asher-Smith (4 de dezembro de 1995) é uma velocista britânica, medalhista olímpica e campeã mundial de atletismo.

## Carreira
Asher-Smith competiu nos Jogos Olímpicos Rio 2016, conquistando a medalha de bronze no revezamento 4x100 m. No Campeonato Mundial de Atletismo de 2019, em Doha, Qatar, teve a sua melhor performance como atleta internacional, conquistando suas duas primeiras medalhas globais em eventos individuais, a medalha de ouro nos 200 m rasos, estabelecendo novo recorde nacional britânico de 21s88 e a medalha de prata, também com recorde britânico, para os 100 metros rasos com o tempo de 10s83. Ainda conquistou uma terceira medalha, de prata, integrando o revezamento 4x100 m britânico vice-campeão mundial.
Novamente medalha de bronze em Tóquio 2020 com o 4x100 m britânico, conquistou outro bronze nos 200 m do Campeonato Mundial de Atletismo de 2022 em Eugene, EUA.

## Reconhecimento
É uma das 100 Mulheres da lista da BBC de 2019.